# Female (2005年の映画)
『female』（フィーメイル）は、2005年に公開された日本映画。
「女性とエロティシズム」をテーマにしたオムニバス映画。『Jam Films』プロジェクトのスタッフが制作した関連作品であり、映画の企画をもとに第一線級女性作家小池真理子、唯川恵、乃南アサ、姫野カオルコ、室井佑月の5人が原作を書き下ろし、小説新潮2004年5月号に特集「エロスの宴」として先行して掲載された。2004年12月に新潮文庫でも刊行。監督には、篠原哲雄、廣木隆一、塚本晋也の実力派監督に加え、松尾スズキ、西川美和の注目度の高い監督を起用し、高岡早紀、石田えりなど女優陣の体を張った演技も話題となった。

## 映画概要
- 2005年5月14日公開
- 製作：セガ、アミューズ、ミコット・エンド・バサラ、モブキャスト、ジャパン・デジタル・コンテンツ
- 制作：アミューズ
- 企画：梅村宗宏、河井信哉（河井真也）
- プロデュース：河井信哉
- エグゼクティブ･プロデューサー：梅村宗宏、三宅澄二、浜田一英、藪考樹
- プロデューサー：松岡周作
- 音楽プロデューサー：今井了介
- コリオグラファー：夏まゆみ
- オープニングテーマ：「Uh」Sowelu、HI-D and JUN 4 SHOT
- エンディングテーマ：「Slow Jam」Sowelu and LEO
- サウンドトラック：DefSTAR RECORDS
- 原作出版：新潮社（新潮社文庫）
- 制作協力プロダクション：ステューディオスリー、海獣シアター、ディープサイド、バイオタイド、祭
- 配給：東芝エンタテインメント
- 宣伝：ドロップ
- R-18指定。
- 上映時間：118分

## 桃
- 監督：篠原哲雄
- 出演：長谷川京子、池内博之
- 原作：姫野カオルコ

## 太陽のみえる場所まで
- 監督：廣木隆一
- 出演：大塚ちひろ、石井苗子、片桐はいり
- 原作：室井佑月

## 夜の舌先
- 監督：松尾スズキ
- 出演：高岡早紀、近藤公園、高谷基史、大谷史歩、新妻大蔵、ルビー・モレノ
- 原作：唯川恵

## 女神のかかと
- 監督：西川美和
- 出演：大塚寧々、森田直幸
- 原作：乃南アサ

## 玉虫
- 監督：塚本晋也
- 出演：石田えり、加瀬亮、小林薫
- 原作：小池真理子

## ダンスパート "Dancing Erotic Female"
- Opening："CALIENTE"
- Intertude："Ex-tasy"
- Ending："f-male"
- 監督・振付：夏まゆみ
- 音楽：今井了介
- ダンサー：根津菜緒子、RYON RYON、MaSaKo、浅井みどり、山口名月（Nazuki）、黒田恵里佳 他

| スタブアイコン | サブスタブ | この項目は、まだ閲覧者の調べものの参照としては役立たない、映画に関連した書きかけの項目です。この項目を加筆・訂正などしてくださる協力者を求めています（P:映画/PJ:映画）。 |